# Kosmonoská výšina
Kosmonoská výšina je geomorfologický podokrsek v západní části Mladoboleslavské kotliny, ležící v okrese Mladá Boleslav Středočeského kraje. Území okrsku se rozkládá mezi sídly Bakov nad Jizerou na severu, Horní Stakory na východě, Kosmonosy na jihu a Debř na západě. Některá tato sídla leží již na svazích výšiny.

## Charakter území

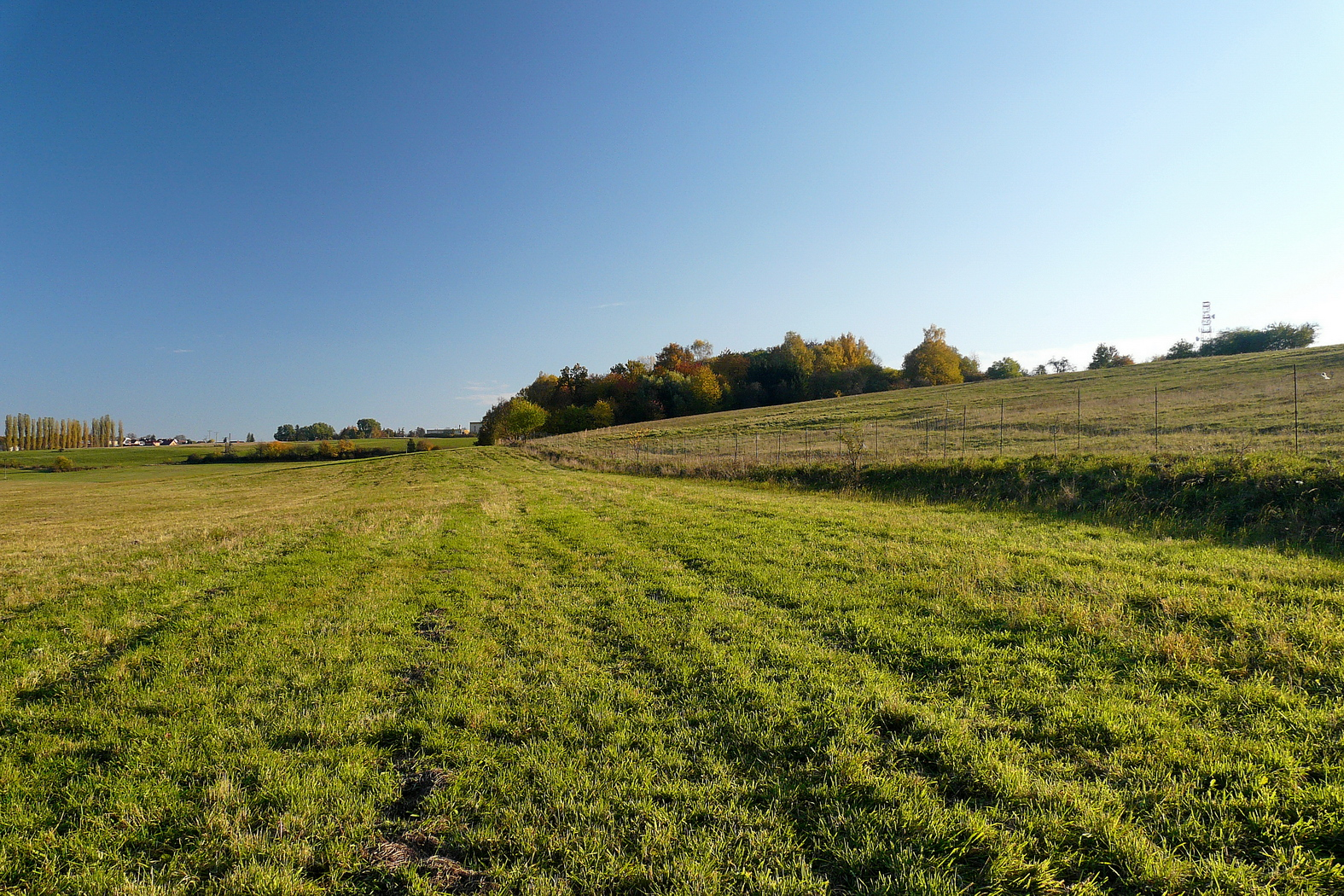
Severní svah bradlecké plošiny

Území je členitou pahorkatinou až plochou vrchovinou, tvořenou svrchnoturonskými vápnitými jílovci a pískovci, s četnými proniky třetihorních nefelinitů (čedič). Její nesouměrný hřbet probíhá přibližně ve směru východ–západ, je asi 6 km dlouhý a až 3 km široký. Odděluje povodí toku Kněžmostky na severu od povodí toku Klenice na jihu. Na západě odděluje území od Jizerské tabule řeka Jizera.
Vyšší východní část výšiny je zalesněna převážně bukovými, dubovými a zčásti smrkovými porosty a je jen řídce zastavěná. Od roku 1992 má statut přírodní rezervace Vrch Baba u Kosmonos. Nejvyšší úroveň dosahuje vrchol Baba s nadmořskou výškou 363 m n. m., další vrcholy rezervace v jedné linii s Babou jsou Dědek (358 m n. m.) a Brejlov (349 m n. m.).
Západní část výšiny – bradlecká plošina (nejvyšší bod 314 m n. m.), je oddělena od východní části mělkým sedlem s dálnicí D10. Je hustě zastavěná, leží zde obce Bradlec a Kosmonosy. Mezi těmito obcemi se rozkládá dubohabřinový les, který sloužil v 16. až 18. století jako Kosmonoská obora. Celá bradlecká plošina je tvořena čedičem, který zde byl těžen ve třech lomech. V tom nejjižnějším sídlí obalovna a není veřejnosti přístupný, ostatní dva jsou zatopené a slouží jako rekreační objekty Švarďák a Toťák. Vytěžený čedič byl také použit na stavbu zdi zdejší zaniklé obory (zbytky zdi se dochovaly na západní a severní hranici obory).
Nejstarší vrstvy, vápnité pískovce, vystupují v západní polovině území, kde tvoří úpatí svahů pod plošinou s obcí Bradlec. K povrchu vystupují ve strmých svazích podél Jizery. V miocénu byly křídové horniny proraženy tělesem olivinického nefelinitu, čímž byl podmíněn vznik celé Kosmonoské výšiny. Neovulkanické horniny vytvářejí složitý intruzivní systém charakteru ložních žil a sopečných komínů. Jedna z hlavních přívodních drah je předpokládána v místech vrchů Baba a Dědek. Ty jsou interpretovány jako vypreparované přívodní dráhy terciérního vulkánu, který podlehl pozdější denudaci. Velmi rozsáhlá ložní žíla (zatím neodkrytá) s mocností do 6 metrů tvoří nedalekou výraznou plošinu Brejlov.

## Geomorfologické členění

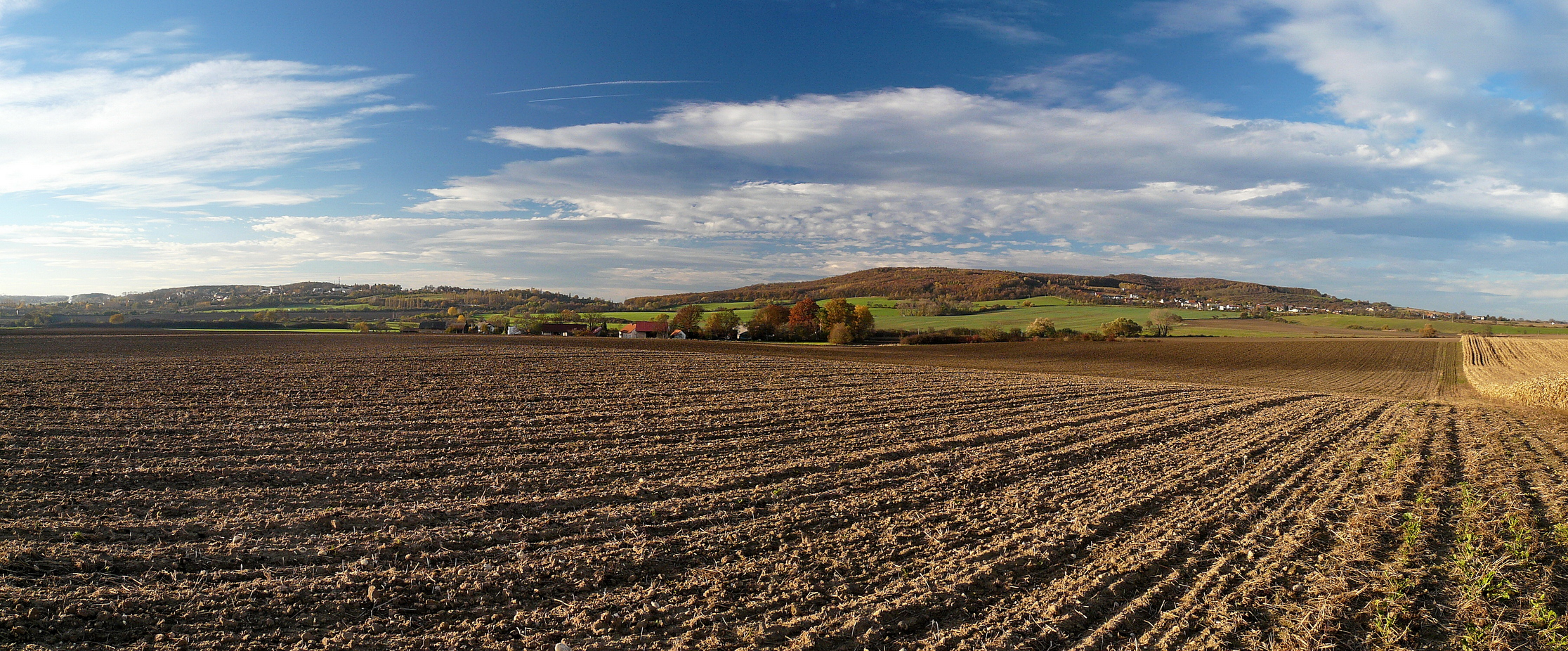
Kosmonoská výšina – jižní strana

Podokrsek Kosmonoská výšina náleží do celku Jičínská pahorkatina, podcelku Turnovská pahorkatina a okrsku Mladoboleslavská kotlina. Dále se již nečlení. Výšina sousedí s dalším podokrskem Mladoboleslavské kotliny, Březenskou kotlinou na východě až jihu, dále s okrsky Mnichovohradišťská kotlina na severu a Skalská tabule na západě.

## Nejvyšší vrcholy
Nejvyšším vrcholem Kosmonoské výšiny je Baba (363 m n. m.).
| název vrcholu | výška (m n. m.) | podřazená jednotka |
| ------------- | --------------- | ------------------ |
| Baba          | 363             | -                  |
| Dědek         | 358             | -                  |
| Brejlov       | 349             | -                  |
| Bradlec       | 314             | -                  |